# Antônio Apurinã
Antônio Ferreira da Silva Apurinã (Boca do Acre, 27 de dezembro de 1958) é um agente administrativo, servidor público e político brasileiro de origem indígena, pertencendo ao povo indígena Apurinã. É filiado ao Partido da Social Democracia Brasileira (PSDB).

## Biografia
Antônio Ferreira da Silva Apurinã, do povo indígena Apurinã, nasceu em 1958 no município de Boca do Acre, no Amazonas. Líder indígena, foi coordenador da União das Nações Indígenas do Acre e Sul do Amazonas. Em 1998 foi candidato a deputado estadual pelo Partido Comunista do Brasil (PCdoB), não sendo eleito.
Em 2002 foi eleito como segundo suplente da senadora Marina Silva pelo PCdoB do Acre, tomando posse após o licenciamento de Marina e de seu primeiro suplente, Sibá Machado, sendo portanto o primeiro senador de etnia indígena da história do Brasil.
Foi também diretor de Assistência na Fundação Nacional do Índio (Funai), sendo ainda cotado, em 2003, para assumir a presidência da instituição.
Em 2016, foi candidato a vereador no município de Boca do Acre pelo PSDB, não sendo eleito.